# Abcoude
Abcoude (uitspraakⓘ) is een dorp en voormalige gemeente in het noordwesten van de Nederlandse provincie Utrecht, grenzend aan de gemeente Amsterdam. De gemeente is op 1 mei 1941 ontstaan uit de samenvoeging van de voormalige gemeenten Abcoude-Baambrugge en Abcoude-Proostdij en is op 1 januari 2011 gefuseerd met de gemeente De Ronde Venen. De gemeente telde 8.295 inwoners (per 1 januari 2023, bron: CBS) en had een oppervlakte van 32,11 km² (waarvan 1,75 km² water). In de loop van zijn bestaan is de plaats door grenscorrecties herhaaldelijk ook bij de naburige provincies Noord-Holland- en Zuid-Holland ingedeeld geweest.

## Geografie

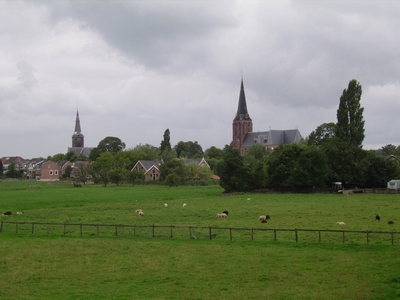
Zicht op Abcoude.

Abcoude ligt circa 1 kilometer ten zuiden van Amsterdam-Zuidoost, 12 kilometer zuidoostelijk van Amsterdam en 20 kilometer ten zuidwesten van Almere. Midden door Abcoude stroomt de Angstel, die uitmondt in het Abcoudermeer en daarna doorgaat als Holendrecht. Ook ligt de plaats aan het riviertje het Gein; dit trekt, onder meer vanwege de historische omgeving, veel toeristen. De belangrijkste straat van het dorp is de Hoogstraat, tevens de belangrijkste winkelstraat van het dorp.
Tot de voormalige gemeente Abcoude behoorden de kernen Baambrugge en Stokkelaarsbrug.

### Rivieren
- Angstel (Abcoude - Loenersloot)
- Gein (Abcoude - Driemond)

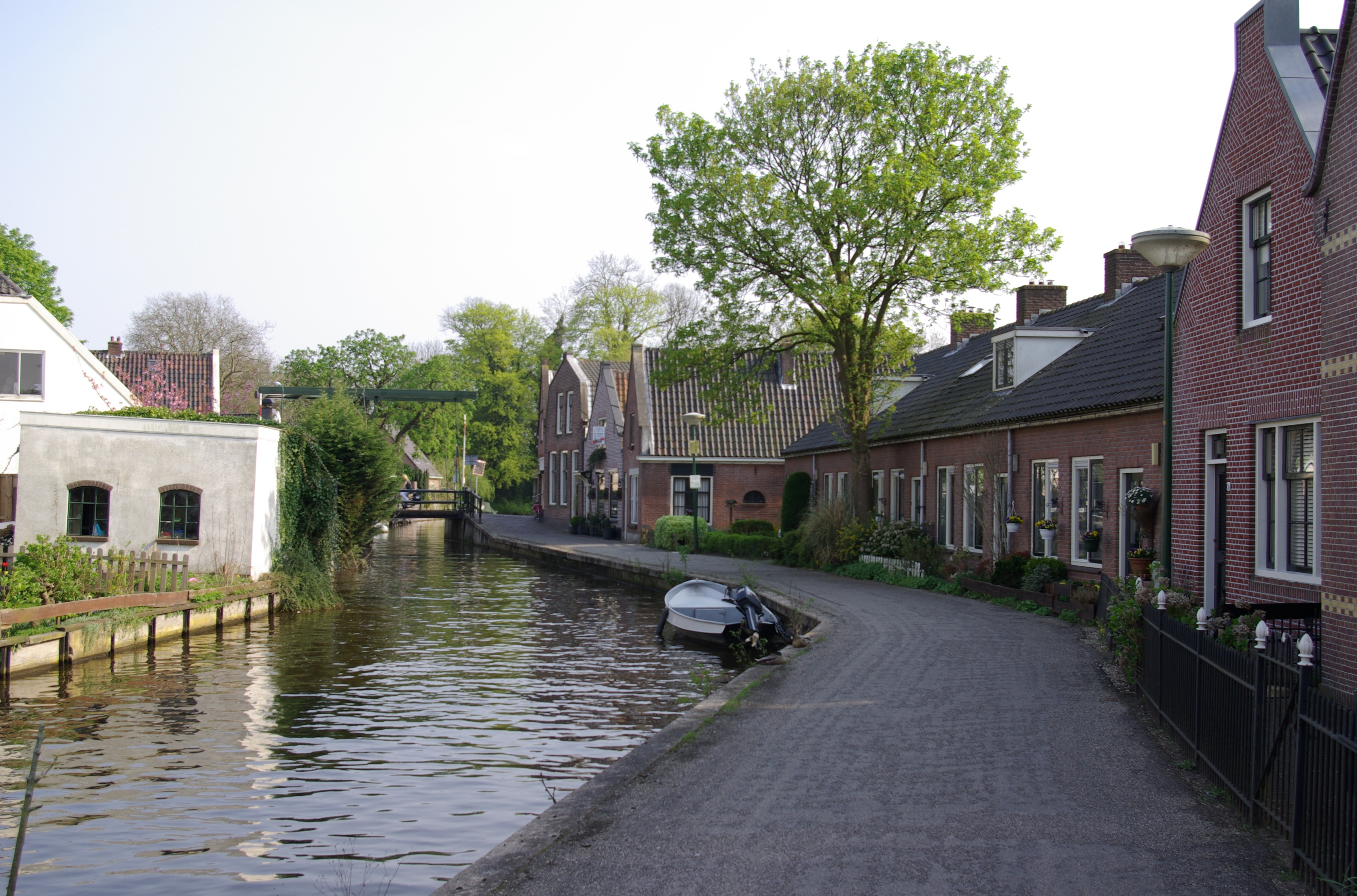
De Angstel in Abcoude

- Winkel (Abcoude/Baambrugge - Stokkelaarsbrug)

### Bruggen en aquaduct
- Hulksbrug
- Heinkuitenbrug
- De Derde brug
- Brug Nauwe Gein
- Rien Nouwen Aquaduct
- Jan Swinkelsbrug
- Wilhelminabrug

### Wijken
- Abcoude-Noord
- Abcoude-Oost
- Abcoude-Zuid
- Abcoude-West

### Industrie
- De Hollandse Kade
- De Bovenkamp

## Geschiedenis

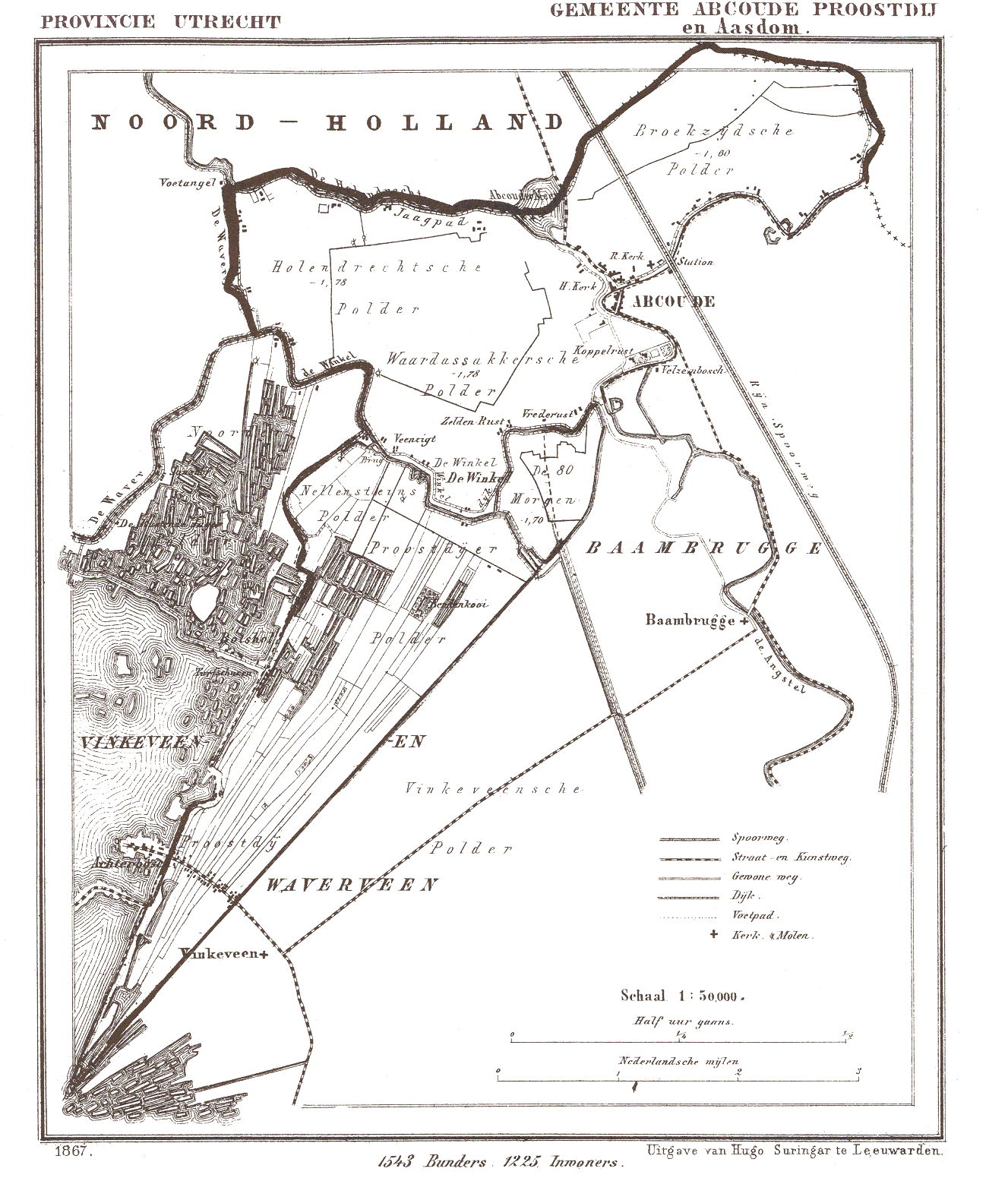
Oude kaart van Abcoude uit 1868

Abcoude werd voor het eerst genoemd in een uit 1085 stammend verslag van de bisschop van Utrecht waarin men het heeft over ’habitatores de Abecenwalde’, oftewel ‘de inwoners van Abecenwalde’. Deze naam betekent 'het woud van Abbako' wat een typisch Friese persoonsnaam is. Tot de 8ste eeuw maakte het stroomgebied van Het Gein ook deel uit van de Friese pagus (gouw) Niftarlake. Rond 719 wordt dit deel van West Frisia ingelijfd bij het Frankisch Rijk. De Friese adel blijft de gouw Niftarlake echter besturen totdat in 953 de gouw aan de Friese graaf Hatto wordt ontnomen door keizer Otto I de Grote, en geschonken aan het Bisdom Utrecht.
Op de (vaak betwiste) grens van het toenmalige graafschap Holland en het Bisdom Utrecht lag het slot Abcoude. Hiervan werd het eerst melding gemaakt tijdens de verwoesting van de hand van Gijsbrecht van Amstel in 1274. Het kasteel is later herbouwd geweest maar heden zijn enkel nog de fundamenten zichtbaar in het landschap met daar omheen de herstelde slotgracht.
Het Gemeente- en polderhuis van Abcoude uit 1883 was het raadhuis van de gemeente en stond aan het Raadhuisplein. Na de fusie kwam het leeg te staan en werd in 2012 particulier bezit.
Op 1 januari 2011 is de gemeente Abcoude samengevoegd met de gemeente De Ronde Venen. De nieuwe gemeente De Ronde Venen bestaat uit de plaatsen Mijdrecht, Wilnis, Vinkeveen, Waverveen, Abcoude, Baambrugge, Amstelhoek en De Hoef.

## Cultuur

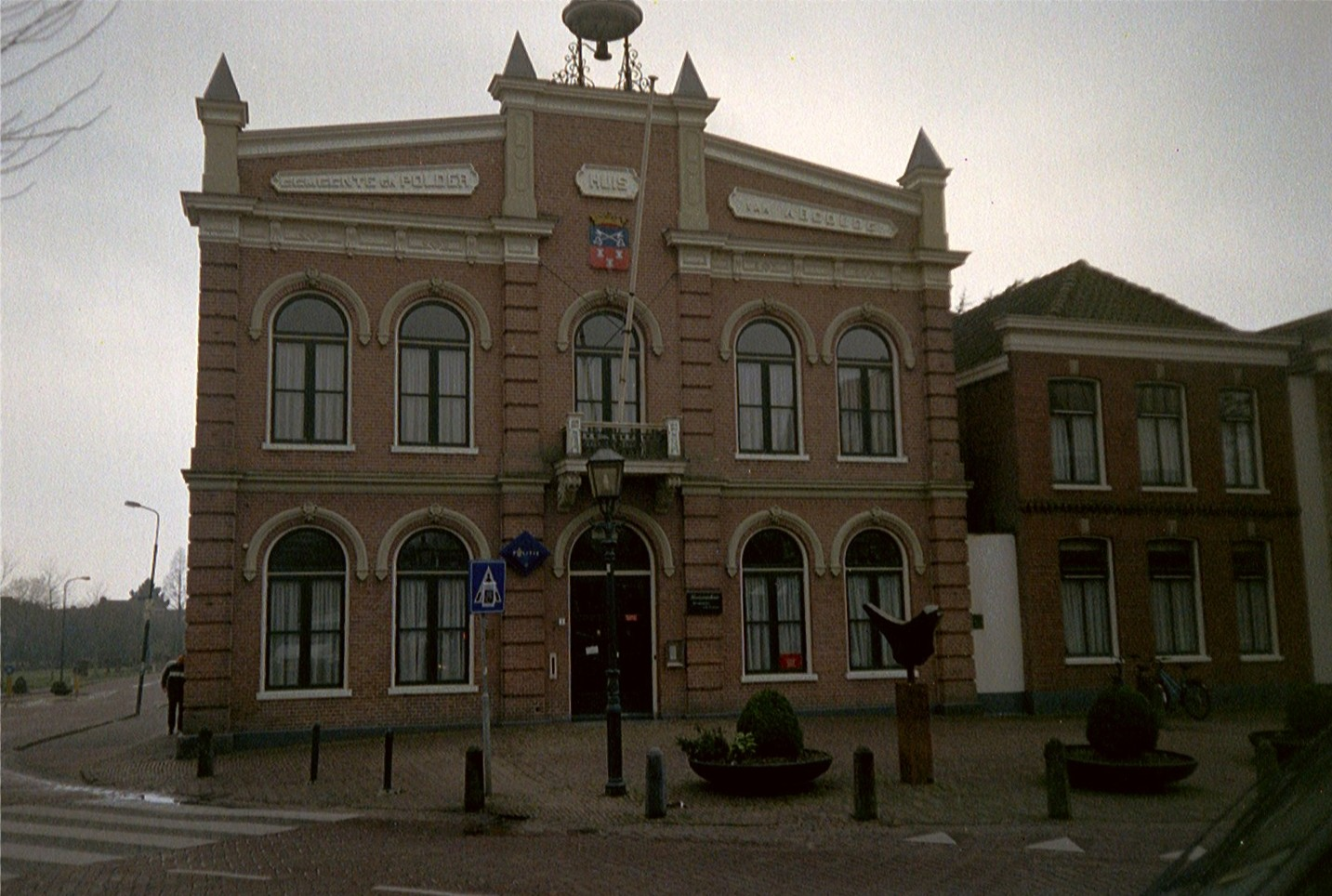
Voormalig gemeente- en polderhuis annex politiebureau

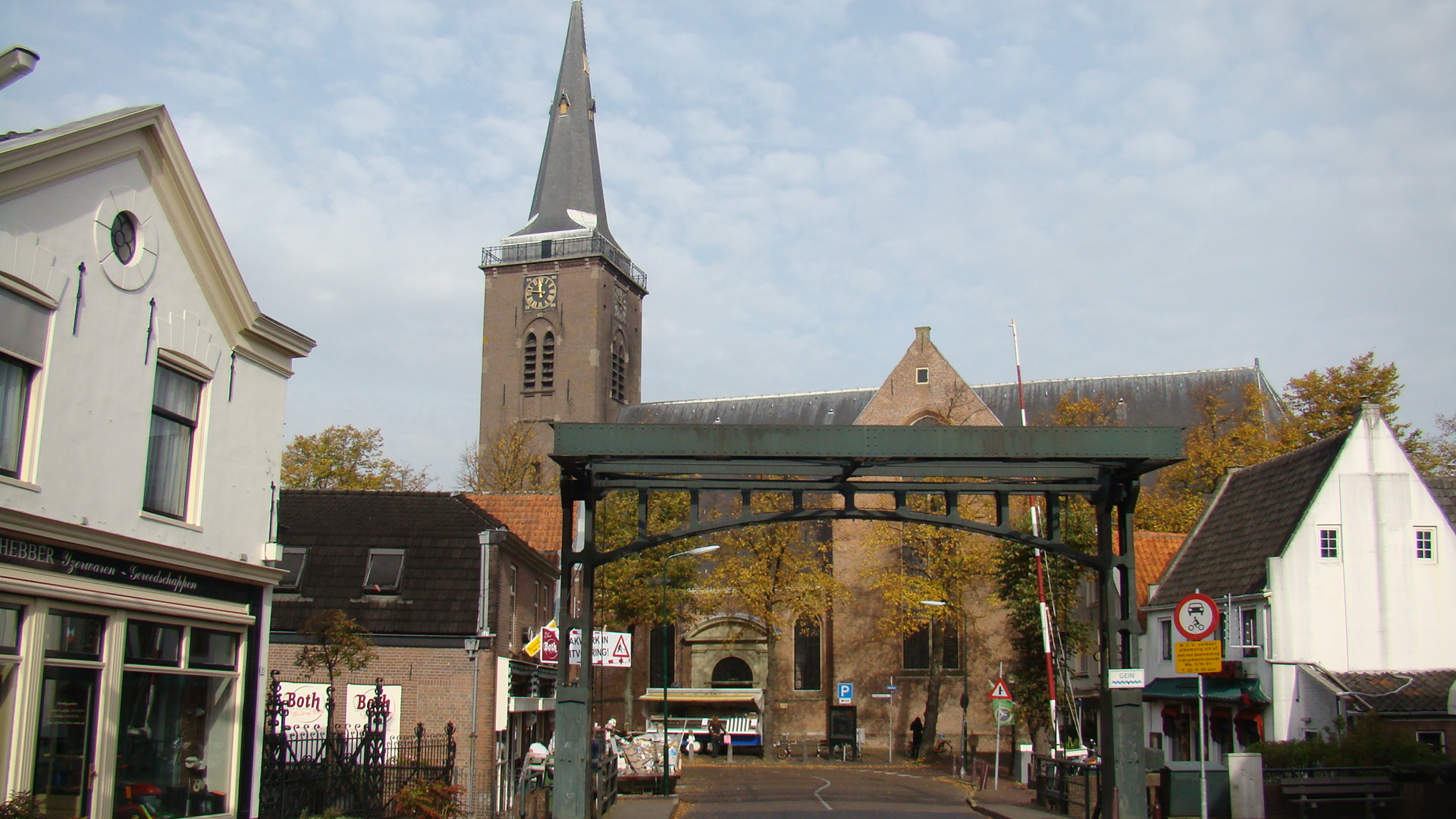
Zicht op Abcoude centrum

### Bezienswaardigheden
- Dorpskerk: deze gotische kerk, het oudste bouwwerk van Abcoude, stamt uit ±1491 en bevat onder andere een tombe van een der vroegere Heren van Abcoude en diens gemalin.
- Katholieke H.H. Cosmas en Damianuskerk, deze neogotische kerk, ontworpen door Alfred Tepe, werd in 1888 opgeleverd. Het hoofdaltaar van de kerk is van de hand van Friedrich Wilhelm Mengelberg.
- Dorpskerk van Baambrugge, gebouwd omstreeks 1844. Het gebouw werd vele malen verbouwd en gerestaureerd, maar heeft zijn oorspronkelijke uitstraling gehouden.
- Natuurgebied Botshol, dit natuurgebied, bestaande uit twee plassen, wordt gekenmerkt door zijn rijke flora en fauna.
- Fort Abcoude, dit fort was een van de eerste schakels uit de Stelling van Amsterdam die werd gerealiseerd. Het fort werd nooit in gebruik genomen maar bleef wel bestaan.
- Historische Paardenmarkt (zie: Paardenmarkt en Abcouder feestweek).
- Gein, aan de beide oevers van het riviertje staan talloze historische boerderijen. Halverwege verbindt de Wilhelminabrug de beide oevers.
- Hugo de Vriestuin, klein dorpspark met eeuwenoude bomen en een vijver, naast de standplaats van de wekelijkse dorpsmarkt.
- Broekzijder Molen
- Oostzijdse Molen

### Monumenten
Een deel van Abcoude is een beschermd dorpsgezicht. Verder zijn er in het dorp tientallen rijksmonumenten.

### Evenementen
Reeds in 1309 werd melding gemaakt van de 'Apicwoudermarct', die waarschijnlijk eind augustus werd gehouden en die zo bekend was dat men hem, evenals Sint-Jan, als tijdsaanduiding gebruikte. In 1471 kreeg Abcoude het recht tot het houden van een Vrije Paardenmarkt. Tevens werd bepaald dat deze jaarlijks zou plaatsvinden op de laatste donderdag van augustus. In 1541 werd dit recht bekrachtigd door Keizer Karel V. Hierdoor was het in het gehele bisdom Utrecht enkel toegestaan paarden te verkopen in de stad Utrecht 'ofte in den dorpe van Abcoude ende op de gewoonlijke marcktdagen'.
Al snel kwamen er niet alleen paarden naar Abcoude maar ook marskramers en straatartiesten, de Paardenmarkt kreeg het karakter van een jaarmarkt en van heinde en ver stroomden de mensen toe. Door de jaren is deze jaarmarkt door velerlei initiatieven uitgebreid met allerhande festiviteiten. Er ontstond een dorpsfeest rond de historische paardenmarkt dat inmiddels is uitgegroeid tot een evenement van vijf dagen, waarvan de bewuste donderdag nog steeds de kern is. Deze vijf dagen staan bekend als de 'Abcouder Feestweek' en vinden plaats onder leiding van de Stichting Feestelijkheden Abcoude. Sedert het begin van de twintigste eeuw is er jaarlijks een kermis aanwezig tijdens de Feestweek.
In 2012 vierde de Stichting Feestelijkheden Abcoude haar honderdste verjaardag met een extra lange feestweek en een uitgebreid scala aan (oud-)Hollandse activiteiten voor jong en oud.

## Openbaar vervoer
- station Abcoude (Amsterdam - Uitgeest en Rotterdam/Utrecht - Driebergen-Zeist)
- Buslijn 120 (Utrecht - Maarssen - Breukelen - Nieuwersluis - Loenen aan de Vecht - Loenersloot - Baambrugge - Abcoude - Amsterdam Bijlmer ArenA)
- Buslijn 126 (Mijdrecht - Wilnis - Vinkeveen - Abcoude (halte bij afrit snelweg) - Amsterdam Bijlmer ArenA)

## Stedenband

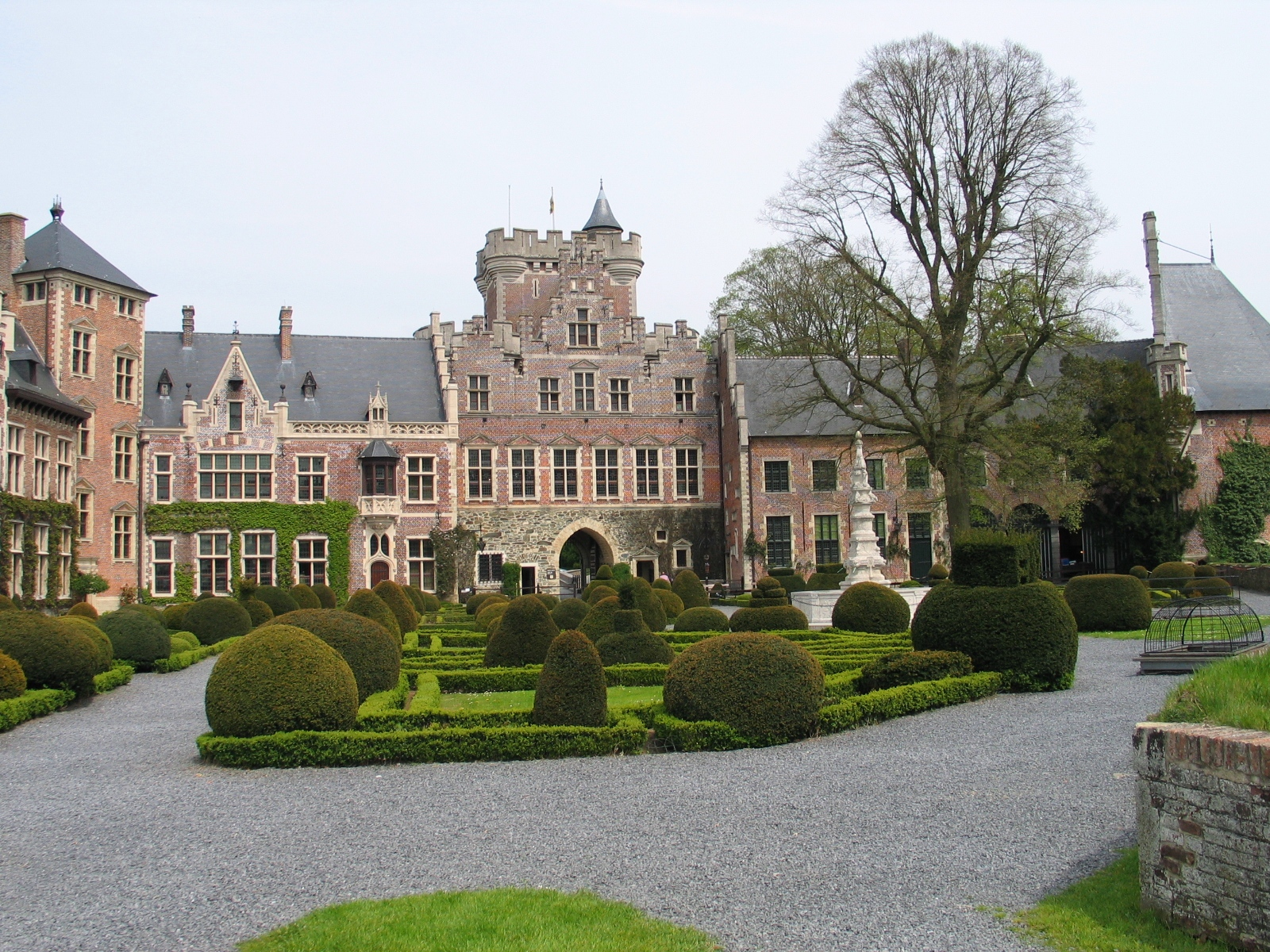
Binnenhof van het Kasteel van Gaasbeek

Abcoude was verzusterd met Lennik wegens oude banden met de adellijke heersers van het Kasteel van Gaasbeek. De gemeente Ronde Venen heeft echter eind 2011 aangegeven de zusterband, met bijbehorende tradities, te zullen stoppen in het kader van bezuinigingen.

## Onderwijs
De kern van Abcoude telt vier basisscholen, Baambrugge telt er een.
| Naam           | Plaats     | type                    | aantal groepen/klassen | opmerkingen |
| -------------- | ---------- | ----------------------- | ---------------------- | --- |
| C.N.S.         | Abcoude    | Protestants-christelijk | 10                     | |
| Piet Mondriaan | Abcoude    | Openbaar                | 14                     | De Piet-Mondriaanschool is ontstaan uit een fusie tussen de Nellesteinschool en OBS de Manse (een daltonschool) |
| Pius           | Abcoude    | Rooms-katholiek         | 10                     | |
| Paulus         | Abcoude    | Rooms-katholiek         | 10                     | |
| Ichtus         | Baambrugge | Protestants-christelijk |                        | |

## Sport
- Hockey vereniging Abcoude
- Voetbalclub FC Abcoude
- Sportvereniging Abcoude; gymnastiek, judo, schaken, tafeltennis en volleybal.
- Zwemvereniging De Meerkoeten
- Badminton Vereniging Abcoude

## Geboren in Abcoude
- Jan Willem Pieneman (1779-1853), kunstschilder
- Noni Lichtveld (1929-2017), illustratrice, decorontwerpster en schrijfster
- Arie Griffioen (1953), politicus en registeraccountant
- Herman Woorts (1963), kunsthistoricus, r.k. hulpbisschop van Utrecht
- Levi Rigters (1995), kickbokser

## Overleden
- Rinus Duin (1918-1996), aquarellist, schilder, en tekenaar
- Barry Hulshoff (1946-2020), voetballer en voetbaltrainer
- Tom Mulder (1947-2020), radiopresentator